# 海龍 (化學品)
海龍（HALON），是一類鹵化烷，特別指其中有溴的鹵化烷。

## 使用
工業上海龍曾大量地被當成滅火劑使用。其作用原理與傳統的「降低溫度」、「隔絕氧氣」不同，是以化學活性打斷燃燒鍵結，以達滅火之目的。坊間常見海龍，有海龍1301（Halon 1301，CF3Br）、海龍1211（Halon 1211，CF2ClBr）等。以前者為例，海龍是一種非常乾淨的滅火劑，不會留下粉末、泡末，也不會有水份。因此常被配置於高精密儀器、儀表附近，如飛機、船艙、機房、捷運系統等。但是隨著地球大氣層的臭氧層空洞越來越大，海龍因為有破壞臭氧層的高度疑慮，也和其他氟氯碳化物（如冷氣機使用的冷媒）一樣，逐步遭到禁用，除了一些比較特別的環境，例如密閉的太空船中，不然已經很少使用。須要注意的是，「乾淨的」海龍對生物的害處仍有爭議。一般認為沒有「立即和直接」害處。然而，2004年母親節前夕，發生在台北捷運華捷變電站的毒氣外洩案，就讓居民（呼吸道傷害、血液病變等）驚疑不定。在常溫、常壓下，海龍應該是穩定的（除了破壞臭氧層）。但一旦環境因子變動，最可能水解產生光氣的，依序是冷媒、海龍1211、海龍1301。

## 海龍的編號
海龍本身有其4位數或5位數的編號系統，第一位數是分子中碳原子的個數，其他位數依序為氟原子、氯原子及溴原子的個數。偶爾會看到五位數的其編號，第五位數為碘原子的個數，其餘未計數到的原子都是氫原子。
例如，海龍1211的各原子對應個數如下：
C F Cl Br
1 2  1  1
因此海龍1211有一個碳原子、二個氟原子、一個氯原子及一個溴原子，一個碳原子可形成四個單鍵，全部都和鹵素鍵結，因此沒有氫原子，因其化學式為CF2BrCl。海龍也可以用杜邦公司開發的R-# 編號系統表示，此編號系統多半為2位數或3位數的系統，此時編號系統的定義就和上述的不同。例如海龍1211若用R-# 編號系統表示，則為R-12B1，12+90為102，依序表示有一個碳原子、沒有氫原子、二個氟原子，1B表示有一個溴原子，剩下一個單鍵為氯原子。若用此系統，多半編號會用加R-，但有時編號前也會加上海龍。

### 有編號的海龍列表
| 海龍名稱  | 中文名稱                  | 化學式     |
| --------- | ------------------------- | ---------- |
| 海龍10001 | 碘甲烷                    | CH3I       |
| 海龍1001  | 溴甲烷                    | CH3Br      |
| 海龍1011  | 溴氯甲烷                  | CH2BrCl    |
| 海龍104   | 四氯化碳                  | CCl4       |
| 海龍1103  | 三溴氟甲烷                | CHBr3F     |
| 海龍112   | 二氯氟甲烷                | CHCl2F     |
| 海龍1201  | 溴二氟甲烷                | CHBrF2     |
| 海龍1202  | 二溴二氟甲烷              | CBr2F2     |
| 海龍1211  | 溴氯二氟甲烷              | CBrClF2    |
| 海龍122   | 二氟二氯甲烷              | CF2Cl2     |
| 海龍1301  | 三氟溴甲烷                | CBrF3      |
| 海龍14    | 四氟化碳                  | CF4        |
| 海龍242   | 1,1,2,2-四氟-1,2-二氯乙烷 | CClF2CClF2 |
| 海龍2402  | 1,1,2,2-四氟-1,2-二溴乙烷 | CBrF2CBrF2 |
| 海龍2600  | 六氟乙烷                  | C2F6       |

## 參见
- 滅火器
- 氟利昂